# 潭酒
潭酒是四川古蔺出产的一种白酒，与著名酱香型白酒郎酒产于同县，但不同镇：潭酒产于太平镇，而郎酒则产于二郎镇。潭酒源于1964年当地创立的地方酒厂，1978年改为国营，成立后数度扩建、改制和易名。酒厂成立后原一直以向其他白酒生产厂家提供原浆酒为主，自主品牌较少，主要为“仙潭特曲”和“仙潭大曲”浓香型白酒，但一直受市场青睐。2013年酒厂被私企业主方久伦的川喜集团收购后，转为注重酱香型白酒品牌“潭酒”，虽企业转制为民企后，改以营销酱香型“潭酒”为主，但原有品牌仙潭大曲作为浓香型而得以保留，继续供应市场并获奖。至2010年代末潭酒已成为仅次于茅台和郎酒之后的中国第三大酱香型白酒，但并购案被爆出巨额国有资产流失遭贱卖之巨大争议。